# Вентус (роман)
«Вентус» (англ. Ventus) — науково-фантастичний роман канадського письменника Карла Шрьодера, надрукований 2000 року. Дебютний окремий роман автора, який представив його концепцію тальянсу. Доступний безкоштовно за ліцензією Creative Commons на офіційному сайті Шрьодера. Його приквел «Леді з Лабіринтів» опублікували 2005 року.

## Сюжет
Готуючись до приходу колоністів-людей, планету Вентус засіяв автономний зонд з набором тераформучих нанотехнологій. Для координації зусиль з тераформування було створено передовий штучний інтелект на ім'я «Вітри». Використовуючи сировину з планети, Вітри повільно змінювали атмосферу та її ґрунт, перетворюючи її з неживого, отруйного світу в справжній сад, з заздалегідь побудованими містами та особняками, готовими до прибуття їх людських господарів. Вітри з роками згасали, підтримуючи тендітну штучну екосистему Вентуса — без їх зусиль, придатне для життя середовище планети деградувало б і знову стало отруйним.
Століття потому колоністи прибувають заселяти планету. Але щось пішло не так: Вітри більше не визнають людство і починають атакувати всі людські кораблі та технології як загрозу для нестабільної екосистеми. Окремих людей, яких Вітри розглядають як просто «дику природу» (а отже, й частину екосистеми), залишаються в спокої, але вся їх технологія знищується, залишаючи їх безпорадними.
Через багато років нащадки колоністів живуть у незнанні свого минулого, у вічному доіндустріальному стані. Побачивши у Вітрах примхливих богів, які знищують все і кожного, хто занадто розвиває технології, люди повернулися до забобонних монархій та аристократій. Вентузіанці просто вважають себе живими у світі, наповненому магією, і живуть своїм життям у постійному страху та страху перед Вітрами.
У решті частин галактики людство має інші проблеми. Ведеться глобальна війна між штучними інтелектами «Архіпелаг» (представляє переважну людства) та злісним «3340» (детально описаний у приквелі «Леді з лабіринтів»). Зрештою, 3340 знищується, але не раніше, ніж він розсилає «насіння воскресіння» по всій галактиці. Архіпелаг розпочинає довгий процес відстеження цих насінин, щоб 3340 не відновився заново.
На жаль, одна з цих насінин потрапила на Вентус під виглядом колишнього напівбога Армігера. Завдяки нанотехнологіям, Армігер таємно встановлює імплантати кільком незнайомим людям по всій планеті, намагаючись розвідати все про Вітри. Він починає військову кампанію, маючи намір спочатку захопити людське населення, а потім відкрито напасти на Вітри, але ненароком попереджає їх, коли використовує заборонені технології під час бою і згодом знищується ними. Його нанотехнології, поховані колишніми солдатами, повільно відновлюють його.
Юнак на ім'я Джордан Мейсон — муляр, який працює в замку місцевого володаря. Він починає бачити себе в тілі Армігера. Наляканий цим, Джордан тікає з дому. Незабаром його перехоплює загадкова Каландрія Мей, яку, потай від Джордана, Архіпелаг відправив на Вентус, щоб вистежити Армігера. Разом зі своїм партнером Акселем, Каландрія має намір використати Джордана, щоб дістатися до Армігера.
Роман досліджує таємницю, чому Вітри відкинули людство у розвитку в минуле, а також досліджує теми платонічних ідеалів та ідентичності.

## Сприйняття
Тім Веґнер на SFReviews похвалив ідею в основі роману про сприйняття примітивними людьми високих технологій як магії. За висновком критика, це наукова фантастика в обгортці фентезі, але «Вентус» найкраще оцінюється на рівні «Зоряних війн» — як чистий ескапізм. «Вентус» запозичує матеріал з усього й скрізь, однак результат не схожий на все інше. Втім, книгу можна було скоротити на 100 сторінок.
Грег Л. Джонсон на SF Site виніс вердикт, що у творі Шредера насправді немає нічого такого, чого читачі не бачили раніше. Що відрізняє «Вентус», так це кілька хороших ідей та художніх штрихів, де Шредер поєднує цікавих персонажів зі з сюжетом про високі технології. Приблизно в останній третині роман починає важче сприйматися, але Шредер демонструє майстерне володіння традиційними письменницькими інструментами та концепціями.